# Meta Sudans

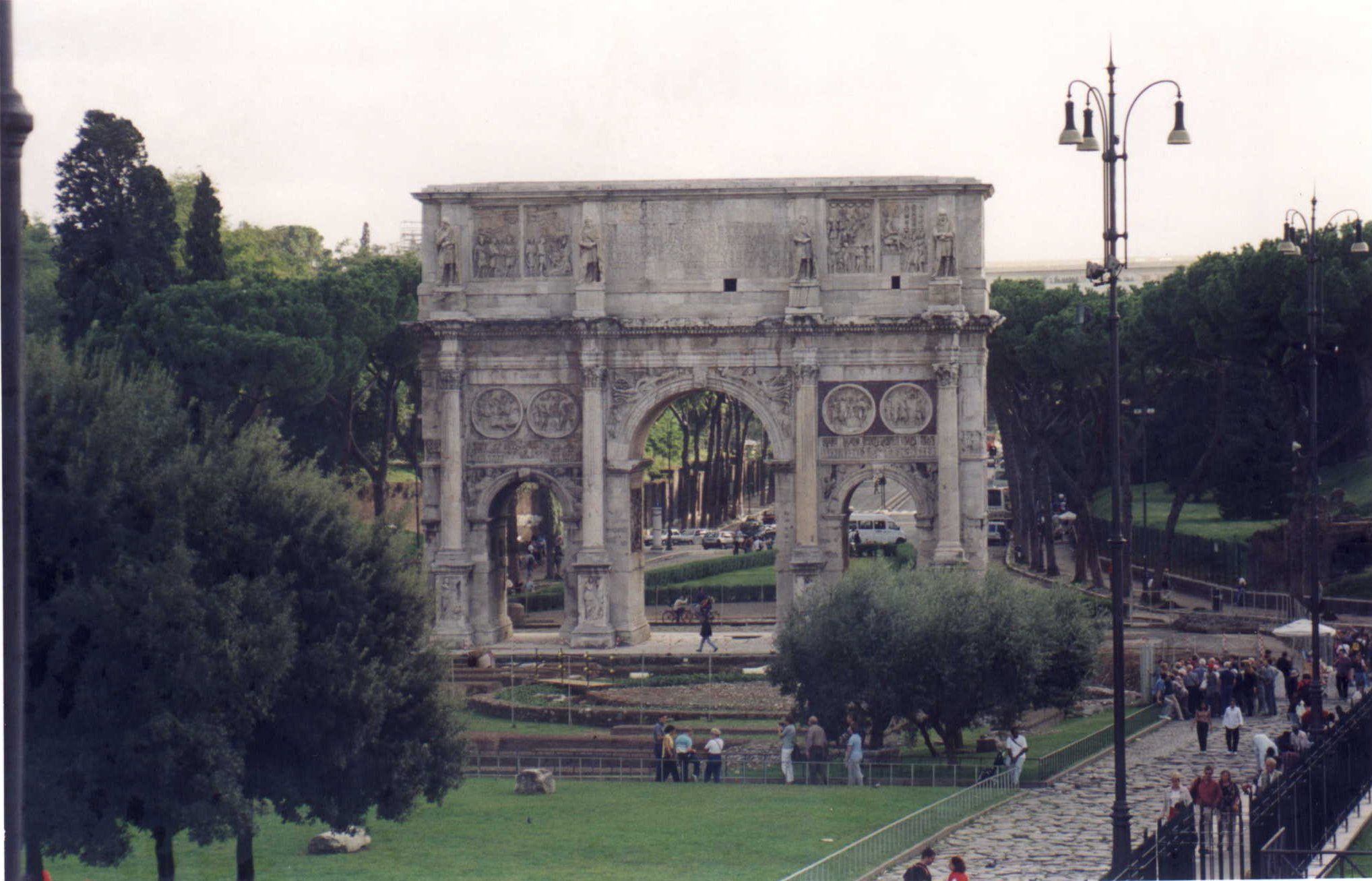
De fundering van de Meta Sudans voor de Boog van Constantijn

De Meta Sudans was een monumentale fontein in het oude Rome.

## Fontein op het kruispunt
De Meta werd rond 80 gebouwd tijdens de regering van keizer Titus. De fontein stond op het plein ten zuidwesten van het Colosseum dat in deze jaren door Domitianus werd voltooid. De Meta Sudans stond op het kruispunt van vier stadsdistricten en op de plaats waar de Via Triumphalis de Via Sacra kruiste, die van het Colosseum richting het Forum Romanum liep.

## Uiterlijk
Een meta was een keerpaal op de spina van een Romeins circus, waar de wagenrenners moesten keren. Deze keerpalen waren kegelvormig, net als de fontein. Sudans betekent zwetend en waarschijnlijk liep het water van bovenuit langs de buitenkant van de kegel omlaag. De fontein was gebouwd uit beton en baksteen en de kegel was bekleed met marmer. Het uiterlijk is ongeveer bekend gebleven omdat de Meta staat afgebeeld op antieke munten.
Het was een imponerend bouwwerk. Men schat dat de fontein minstens 17 meter hoog moet zijn geweest. Bij de voet was de kegel 5 meter breed en bij de top 3. Om de kegel lag een 1,4 meter diep bassin, met een diameter van 16 meter. In de 4e eeuw werd hier nog een extra ring omheen gebouwd, met een diameter van 25,5 meter. Hierop waren arcades met standbeelden geplaatst, mogelijk ter gelegenheid van de bouw van de Boog van Constantijn, die er direct naast stond.

## Afbraak
Net als de meeste antieke monumenten verviel ook de Meta Sudans door de eeuwen heen. Toch stond de negen meter hoge betonnen kern tot 1936 overeind. De Italiaanse leider Benito Mussolini besloot echter tot de aanleg van een grote weg langs het Colosseum en de laatste restanten van de grote fontein werden daarvoor afgebroken, na in 1933 nog uitvoerig te zijn bestudeerd. De kern staat nog wel veelvuldig afgebeeld op oude tekeningen, schilderijen en foto's van het Colosseum en de Boog van Constantijn.

## Opgravingen
In de jaren 1980 werden nieuwe opgravingen gedaan waarbij de funderingen van de Meta Sudans weer bloot werden gelegd. Onder deze fundering zijn de restanten aangetroffen van enkele portico's van Nero's Domus Aurea. Deze stonden om het grote meer heen, dat later werd drooggelegd voor de bouw van het Colosseum.